# Эммер, Уоллес Нейтан
Уоллес Нейтан Эммер (англ. Wallace Nathan Emmer; 18 ноября 1917 года, Омаха, Небраска, США — 15 февраля 1945 года, Вецлар, Гессен, Нацистская Германия) — американский лётчик-истребитель, участник Второй мировой войны. Во время боевых действий в Европе сбил 14 немецких самолётов. Он также был одним из первых пилотов, летавших на P-51 Mustang.

## Биография
Эммер родился 18 ноября 1917 года в еврейской семье Вивьен и Бланш Нейтан Эммеров в Омахе, штат Небраска, вырос в Сент-Луисе, штат Миссури. В 1925 году у Эммера родился брат Рэймонд Филлип, который позднее служил в 394-м пехотном полку и был убит в бою в Германии 18 ноября 1944 года. Завербовался в резерв Армии США в 1941 году. В январе 1942 года поступил на авиационную курсантскую программу военно-воздушных сил армии, а 29 сентября был произведён во вторые лейтенанты и назначен пилотом крыла на авиабазе Люк, штат Аризона. Почти сразу был переведён в 20-ю истребительную группу на аэродром Пейн-Филд, штат Вашингтон, где служил по январь 1943 года. Затем был назначен пилотом P-39 Airacobra в 353-ю истребительную эскадрилью 354-й истребительной группы.
Крыло Эммера было переброшено в Великобританию в ноябре 1943 года, где стало первым американским подразделением, начавшим эксплуатировать P-51 Mustang. Первоначально подразделение дислоцировалось на авиабазе Королевских ВВС Гринхэм-Коммон в Беркшире, а 13 ноября 1944 года было переведено на авиабазу Бокстед в Колчестере. Эммер совершил свой первый боевой вылет 1 декабря 1943 года. 15 января 1944 года ему было присвоено звание капитана. Свой P-51 Mustang он назвал «Мирным пингвином» (англ. Peaceful Penguin), потому что у него было очень много неполадок.
Эммер одержал свою первую воздушную победу 20 февраля 1944 года, сбив Messerschmitt Bf 109 над Ошерслебеном. Следующие две победы одержал 16 марта. 17 апреля 354-я группа была переведена на авиабазу Лашенден. Эммер окончательно стал летчиком-асом 13 мая, когда сбил ещё два Bf 109 над Пёлицем. 28 мая пилот сбил три вражеских самолета над Нойхальденслебеном.
После высадки в Нормандии 6 июня 354-я группа перебазировалась на аэродром Криквиль, усовершенстованную посадочную площадку на севере Франции. 26 июля самолёт Эммера был атакован группой из 35 Bf-109 над лесом в Сент-Севере. Ему удалось лично сбить два истребителя, а ещё один он сбил совместно с лейтенантом Карлом Бикелем. В ходе вылета ему удалось уничтожить в общей сложности девять вражеских самолетов. За свои действия Эммер был награждён крестом «За выдающиеся заслуги».
Пилот одержал свою последнюю, четырнадцатую воздушную победу 7 августа. После гибели 9 августа командира 353-й эскадрильи Дона Мерилла Бирбауэра Эммер был назначен исполняющим обязанности командира эскадрильи. В тот же день его самолёт был сбит немецкими зенитчиками. Уоллес сильно обгорел, но сумел спрыгнуть с парашютом возле Сены в окрестностях Руана. Он попал в плен к немцам и был доставлен в госпиталь, где его осмотрел другой американский лётчик также родом из Сент-Луиса. Сначала Эммер содержался в Шталаге XII-A в Бад-Орбе, затем был интернирован в Шталаг IX-B в Лимбурге-ан-дер-Лане, а после переведён в Дулаг Люфт-Вецлар.
Вследствие тяжелых ожогов Эммер заработал миокардит. 18 февраля 1945 года он должен был быть передан Красному Кресту. 15 февраля, когда он стоял рядом с сиреной воздушной тревоги, прозвучал сигнал тревоги; Эммер упал на руки своего товарища, военнопленного Леонарда А. Уокера из Королевских ВВС, и умер в результате сердечного приступа. Он был похоронен на участке союзников на кладбище в Бюблингххаузене.